# Directive 2000/43/CE du Conseil du 29 juin 2000 relative à la mise en œuvre du principe de l'égalité de traitement entre les personnes sans distinction de race ou d'origine ethnique
Lire en ligne

Directive 2000/43/CE

La  Directive 2000/43/CE du Conseil du 29 juin 2000 relative à la mise en œuvre du principe de l'égalité de traitement entre les personnes sans distinction de race ou d'origine ethnique  dite aussi directive 2000/43/CE sur l'égalité raciale est une  directive de l'Union européenne adoptée le 27 juin 2000.

## Contexte
L’article 13 du traité de l'Union européenne entré en vigueur en 1999 est la base juridique qui permet au conseil des ministres de prendre des mesures pour interdire toute discrimination basée sur un certain nombre de facteurs. Elle est à la source de deux directives anti-discrimination, la Directive 2000/43/CE relative à la mise en œuvre du principe de l'égalité de traitement entre les personnes sans distinction de race ou d'origine ethnique, adoptée par le Conseil de l'Union européenne du 29 juin 2000, puis la directive 2000/78/EC visant à promouvoir le principe d’égalité de traitement dans le cadre de l’emploi et la lutte contre les discriminations fondées sur l’âge, le handicap, l’orientation sexuelle et les croyances religieuses. Adoptée le adoptée le 29 juin 2000, la directive est entrée en vigueur le 19 juillet 2000 et devait être transposée dans les législations nationales d'ici le 19 juillet 2003.
Avant l'adoption du cadre général en faveur de l'égalité de traitement en matière d'emploi et de travail formé par ces deux directives, si la législation communautaire avait bien des dispositions concernant les discriminations fondées sur le sexe ou sur la nationalité, aucun texte de droit communautaire ne prévoyait de dispositions visant spécifiquement la discrimination raciale.

## Transposition
En France, elle est transposée par la loi n° 2004-1486 du 30 décembre 2004 et le Décret n° 2005-215 du 4 mars 2005 relatif à la création et au fonctionnement  de la Haute Autorité de lutte contre les discriminations et pour l'égalité, ainsi que le décret n° 2008-799 du 20 août 2008 relatif à l'exercice par des associations d'actions en justice nées de la loi n° 2008-496 du 27 mai 2008 portant diverses dispositions d'adaptation au droit communautaire dans le domaine de la lutte contre les discriminations.